# Kaypro
Kaypro Corporation, comunemente nota come Kaypro, è stata una società statunitense produttrice di home e personal computer degli anni ottanta. La società fu fondata da Andrew Kay, già fondatore e presidente di Non-Linear Systems, per sviluppare dei computer che fossero stati in grado di competere con l'allora popolare computer portatile Osborne 1. Kaypro produsse una linea di computer dall'aspetto un po' grezzo ma suggestivo basati sul sistema operativo CP/M che soppiantarono i diretti concorrenti e divennero ben presto i personal computer più venduti dei primi anni ottanta.
La sua ostinazione nel non voler abbandonare i suoi primi clienti, continuando a produrre macchine basate sul CP/M in un periodo in cui il mercato stava effettuando la transizione verso gli IBM compatibili e il loro sistema operativo PC-DOS, portò Kaypro ad adattarsi ai cambiamenti tecnologici che stavano avvenendo molto lentamente e in ritardo rispetto ai concorrenti. A causa di questa inerzia Kaypro lentamente vide la sua quota del mercato ridursi fino al punto in cui fu costretta a dichiarare il fallimento e la  bancarotta nel 1992.

## Storia

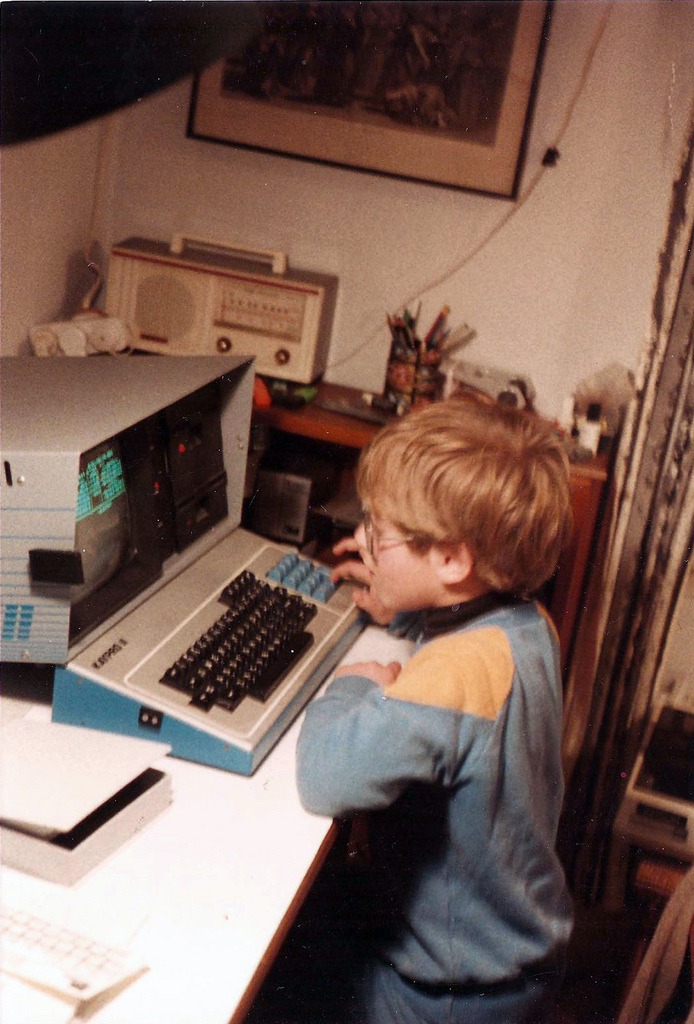
Il Kaypro II (1984)

La storia di Kaypro inizia come Non-Linear Systems (NLS), un produttore di strumenti di misura elettronici fondata nel 1952 da Andrew Kay, l'inventore del voltmetro digitale. Nel 1981 NLS decise di produrre un proprio computer che avrebbe dovuto competere con il popolare Osborne 1. La macchina fu chiamata inizialmente KayComp.
Nel 1982 NLS creò una società distinta per gestire questo nuovo mercato, la Kaypro Corporation: il computer fu rinominato con lo stesso nome. Nello stesso anno fu presentato il Kaypro II che, a dispetto del nome, era in realtà il primo prodotto della neonata azienda. La designazione in numeri romani fu scelta perché all'epoca il computer più diffuso era l'Apple II.
Il Kaypro II fu progettato per essere portatile come l'Osborne 1 (quando i computer laptop arrivarono sul mercato, le macchine che allora avevano quell'appellativo furono ribattezzate trasportabili). Grazie al case in alluminio pesava 13 Kg ma, a differenza dell'Osborne 1 che ne pesava circa 2 in meno, aveva un monitor da 9" contro i 5" del rivale. Le altre caratteristiche indicavano una CPU Zilog Z80, 64 KB di RAM, 2 unità floppy per dischi da 5"¼ a doppia densità. Il sistema operativo era il CP/M.
Inizialmente offerto a 1.795 $, come l'Osborne 1, nel 1983 fu riprezzato a 1.595 $, divenendo ben presto un successo a livello mondiale: ogni mese ne venivano prodotte più di 10.000 unità, facendo di Kaypro Corporation il quinto produttore al mondo di computer. Questa popolarità derivava da un certo numero di fattori: aveva uno schermo più grande di quello dell'Osborne; in un mercato in cui la stragrande maggioranza degli acquirenti di computer erano persone che compravano un sistema informatico per la prima volta, il Kaypro II era un sistema già pronto all'uso e relativamente economico; veniva offerto con delle popolari applicazioni comprese nel prezzo (PerfectWriter e PerfectCalc, in seguito sostituite da WordStar e CalcStar di MicroPro); era supportato da una rete di rivenditori qualificati.
I Kaypro II erano così diffusi negli Stati Uniti che favorirono la nascita di diversi gruppi di utenti  che, a livello hobbystico fornivano supporto locale ai prodotti di Kaypro. Il successo di Kaypro fu anche uno dei fattori che portarono Osborne Computer Corporation e Morrow Designs al fallimento.
Kaypro pubblicava anche ProFiles: The Magazine for Kaypro Users, una rivista mensile di 72 pagine a colori dedicata non solo ai prodotti di Kaypro ma anche alle novità del mondo CP/M ed MS-DOS. Tra gli autori degli articoli sono da citare personaggi che in seguito si sono affermati come scrittori: Ted Chiang, David Gerrold, Robert J. Sawyer e Ted Silveira.
Un'altra rivista che parlava dei computer Kaypro era Micro Cornucopia, pubblicata a Bend, Oregon.
Aggrappata al successo del Kaypro II e alle esigenze della sua iniziale clientela, Kaypro non seppe capire per tempo l'evoluzione del mercato, che stava spostando il proprio interesse dai sistemi CP/M verso il sempre più diffuso PC IBM e il nuovo sistema MS-DOS. Solo nel 1985 Kaypro iniziò a commercializzare una serie di macchine compatibili IBM: il Kaypro 16 (trasportabile, stesso case del predecessore Kaypro II), il Kaypro PC, il Kaypro AT (il primo compatibile PC AT 286,) il Kaypro 386 e il Kaypro 2000 (un laptop in alluminio alimentato a batteria con tastiera staccabile).
Il lento avvio nel mercato dei cloni IBM ebbe importanti e serie ripercussioni. La quota di mercato detenuta da Kaypro si affievolì sempre più, e con essa gli utili, tanto che nel marzo del 1990 Kaypro dovette andare in amministrazione controllata secondo quanto stabilito dalla legislazione americana sui fallimenti. Nonostante la successiva ristrutturazione, l'azienda non riuscì a riprendersi economicamente e fu costretta nel giugno del 1992 a dichiarare il fallimento. Nel 1995 le rimanenti attività di Kaypro furono vendute per 2,7 milioni di dollari.
Il marchio Kaypro riemerse nel 1999 come venditore online di PC ma fu poi eliminato nel 2001 dalla società che lo deteneva, Premio Computers Inc., per le scarse vendite.
Il fondatore di Kaypro, Andrew Kay, aprì nel 2005 una nuova società denominata Kay Computers, anch'essa dedita alla vendita online dei computer. Tale società non è più in attività.

## I computer Kaypro
La produzione di Kaypro Corporation è stata varia:
- Kaycomp I(1982): questo fu il prototipo che Kaypro usò per mostrare la propria macchina ai potenziali rivenditori. Aveva lo stesso aspetto dei futuri computer con l'unica differenza di essere colorato di verde e di avere le unità disco montate verticalmente.
- Kaypro II (1982)[2]: questo è stato il primo modello messo in commercio, basato su uno Z80 a 2,5 MHz, 64 KB di RAM, 2 unità per dischi da 5"¼ a doppia densità (190 KB) e di un monitor a fosfori verdi da 9". Il case era di alluminio e la tastiera, staccabile, quando riposta copriva completamente il monitor e le unità disco. Il computer non aveva una batteria interna ma doveva essere allacciato ad una fonte esterna.
- Kaypro 10 (1983):[9] rispetto al Kaypro II usava uno Z80A a 4 MHz, aveva 1 sola unità disco, compatibile però con i dischi a doppia faccia (380 KB), ed un disco rigido opzionale da 10 MB. Poteva gestire anche una modalità grafica da 160×100 pixel.
- Kaypro IV (1983):[10] il Kaypro IV, indicato in seguito come Kaypro IV '83 quando uscì il Kaypro 4, era essenzialmente un Kaypro II con 2 unità dischi a doppia faccia e doppia densità e con WordStar inserito nella suite di programmi offerti in bundle.
- Kaypro 2 (1984): di questo modello ne furono prodotte 3 versioni:
  - Kaypro 2X: aveva la "X" dopo il numero "2" ed era in pratica un Kaypro 10 alloggiato all'interno del case dei Kaypro II. Altre differenze erano i floppy disk con capacità di 400 KB, la presenza di un modem interno a 300 baud, il bundle della suite completa di programmi Micropro (WordStar, CalcStar, DataStar);
  - Kaypro New 2 (senza la "X") era leggermente differente dal precedente: non aveva il modem integrato e il software offerto comprendeva, oltre al CP/M, solo WordStar.
  - Kaypro 2 Plus 88!: per andare incontro alle richieste di modelli compatibili IBM, fu messo in commercio questo modello, con un processore Intel 8088 al posto dello Z80.
- Robie (1984):[11] questo fu il primo e unico modello con CP/M non portatile fabbricato da Kaypro. Il suo case integrava il solito hardware dei precedenti modelli (Z80A a 4 MHz, 64 KB di RAM, monitor integrato) distinguendosi da essi per le 2 unità disco in grado di gestire dei floppy da 5"¼ proprietari Kaypro che avevano una capacità di 2,6 MB. Opzionalmente poteva venir montato un disco rigido da 5 o 10 MB.
- Kaypro 4 (1984): questo modello, generalmente indicato come Kaypro 4 '84 per distinguerlo dal Kaypro IV del 1983, fu presentato in diverse versioni:
  - Kaypro 4: evoluzione del precedente Kaypro IV, usava uno Z80A con clock superiore (4 MHz contro i 2,5 dello Z80 del Kaypro IV), aveva un monitor di qualità superiore che permetteva di utilizzare dei font con più definizione (8×16 pixel contro i 5×7 pixel del predecessore), aveva un orologio interno utilizzabile dai programmi, una suite completa di programmi (Wordstar, dBase II, MicroPlan, Microsoft Basic, S-Basic, SuperCalc, C-Basic oltre, ovviamente, al CP/M).
  - Kaypro 4 Plus 88!: versione IBM compatibile, con CPU Intel 8088 al posto dello Z80A e sistema operativo MS-DOS.
  - Kaypro 4+88: versione con 2 processori, l'Intel 8088 e lo Z80, capace di far girare sia il sistema operativo MS-DOS che CP/M.
- Kaypro 16 (1985):[12] questo computer fu il primo prodotto da Kaypro a offrire il sistema operativo MS-DOS. Lo Z80 fu sostituito con un Intel 8088 a 4,77 MHz e la memoria passò a 128 KB ma il case restò uguale a quello dei precedenti Kaypro CP/M compatibili. Come memoria di massa veniva offerto 1 unità floppy per dischi da 360 KB ed un disco rigido da 10 MB. Esisteva anche un modello denominato Kaypro 16/2: si differenziava dall'altro per avere 2 unità floppy e nessun disco rigido.
- modelli compatibili PC IBM:
  - Kaypro PC (1985)[1]: questo computer era un clone del PC XT. Era basato su un Intel 8086, aveva una scheda grafica ATI capace di lavorare in modalità Hercules (720×350) e CGA (640×200) e montava di serie 640 KB di memoria più 128 KB di RAM addizionale che, tramite alcuni trucchi software, poteva essere utilizzata come RAM disk dal sistema. Le unità floppy (2 di serie) gestivano dischi da 5"¼ da 360 KB e opzionalmente si poteva montare un disco rigido da 20 o 40 MB.
  - Kaypro 286i (1985)[1]: questo computer fu il primo clone PC AT a comparire sul mercato. Si differenziava dal Kaypro PC per il processore utilizzato, un Intel 80286, e per le unità floppy, capaci di gestire dischi da 1,2 MB, oltre che per l'hardware specifico. Entrambi i modelli erano basati su una scheda madre sviluppata da Kaypro stessa che presentava il processore non montato direttamente su di essa ma su una scheda di espansione che, nel progetto originale, avrebbe dovuto permettere l'aggiornamento del sistema in maniera economica (sarebbe bastato cambiare schedina per cambiare il processore invece che provvedere alla sostituzione dell'intera scheda madre) ma che, a causa della rapida evoluzione delle CPU in termini di velocità e tipologia (8086, 80286, 80386, 8/16/33 MHz...), si risolse nel fatto che questa soluzione restò in pratica inutilizzata.
- Kaypro 2000 (1985):[13] questo computer fu il primo laptop di Kaypro. Il case, sempre in alluminio, una volta aperto permetteva di accedere ad una tastiera separata dall'unità, ad una unità floppy per dischi da 3"½ (che era a scomparsa) e ad un monitor LCD. Quest'ultimo era uno dei punti deboli della macchina dato che all'epoca la tecnologia LCD non era molto avanzata e i pixel difettosi erano diversi; in più il monitor non aveva retroilluminazione e il contrasto era basso, rendendo difficoltosa la visione. Comparve anche una versione denominata Kaypro 2010: differiva dalla precedente solo per il case verniciato invece che anodizzato.
- Kaypro 1 (1986): a dispetto del suo nome, il Kaypro 1 non è il primo computer basato sul CP/M da Kaypro bensì l'ultimo. Quando la società iniziò ad avere problemi finanziari dovuti al calo delle vendite, invece di presentare nuovi modelli decise di rivedere i vecchi computer, aggiornare qualche loro componente e ripresentarli sul mercato con un nome differente. Il Kaypro 1 altro non era che una versione rivisitata del precedente Kaypro 2X rispetto al quale aveva le unità disco montate verticalmente invece che orizzontalmente. Il Kaypro 2X a sua volta era una rivisitazione del Kaypro 4 '84.
- Kaypro 386 (1987): questo computer è l'ultima novità presentata da Kaypro. Era un compatibile PC AT basato sull'Intel 80386 con frequenza di 20 MHz ed un nutrito numero di applicazioni a corredo.

## Software
Il CP/M è stato il sistema operativo standard per la prima generazione di computer Kaypro. Il Kaypro II includeva un word processor semisconosciuto, Select, che fu presto sostituito da una suite di programmi per l'ufficio prodott da Perfect Software che includeva PerfectWriter, PerfectCalc, PerfectFiler e PerfectSpeller, oltre ad una versione compilata del BASIC prodotta da Kaypro denominata S-BASIC (in grado di generare eseguibili .com). PerfectFiler offriva un database non relazionale capace di fondere una lista di contatti con dei campioni di lettera scritti con PerfectWriter. A sua volta PerfectWriter era inizialmente "Mince and Scribble" di Mark of the Unicorn con un diverso nome, che era una implementazione per CP/M delle versioni mainframe di Emacs e Scribe in BDS C.
In seguito al pacchetto di software incluso furono aggiunti l'MBasic, una variante del Microsoft Basic, e il controllore ortografico "The Word Plus": questo includeva un insieme di strumenti che potevano aiutare a risolvere le parole crociate e gli anagrammi, inserire trattini, analizzare liste di parole e calcolare la frequenza delle parole. "Uniform" era un altro programma aggiunto alla suite: esso permetteva ai computer Kaypro di poter leggere i dischi formattati dai computer Osborne, Xerox o TRS-80.
Le applicazioni offerte inizialmente con i computer furono ben presto sostituite da altre più note e diffuse: WordStar come word processor, il foglio elettronico SuperCalc, due versioni dell'interprete BASIC di Microsoft (L'S-BASIC di Kaypro ed un BASIC compilato detto C-Basic), e il database dBaseII
Usando il formato CVS (che usa la "virgola" per la separazione dei dati) i dati potevano essere passati facilmente da un programma all'altro, aumentando così l'utilità della suite. I manuali erano destinati a persone senza una conoscenza di base dei computer, i programmi erano semplici da usare e la diffusione del CP/M e dei computer Kaypro permetteva di trovare sempre il software di cui si necessitava, sviluppato da una piccola società oppure da qualche appassionato.
Il Kaypro II e i modelli successivi avevano anche qualche gioco nel parco software, come le versioni solo testo di vecchi giochi quali Star Trek oppure i rifacimenti in ASCII di giochi arcade quali CatChum (simile al Pac-Man) e Ladder (simile a Donkey Kong).
La dotazione di programmi che veniva offerta con la macchina era quindi un indiscusso valore aggiunto dato che tutto questo software, se comprato separatamente, sarebbe costato molto più dell'intero hardware e del pacchetto software stesso messi insieme.
I computer Kaypro in versione MS-DOS avevano un bundle software similare.
Il Kaypro II fu una potente (per l'epoca) macchina per l'ufficio e per l'uso domestico, anche se il suo case in alluminio lo faceva assomigliare più ad uno strumento di laboratorio piuttosto che ad un computer.

## Curiosità
- Lo scrittore di fantascienza Arthur C. Clarke scrisse l'adattamento cinematografico del suo romanzo 2010: Odissea 2 (che sarebbe uscito come 2010: L'anno del contatto) mentre era in Sri Lanka nel 1982 utilizzando un Kaypro II e inviando i pezzi con il modem integrato nel computer al regista e sceneggiatore Peter Hyams che stava a Los Angeles.[14]